# Christian Ibeagha
Christian Ogochukwu Ibeagha (Port Harcourt, 10 gennaio 1990) è un ex calciatore nigeriano naturalizzato statunitense, di ruolo difensore.

## Biografia
Anche suo fratello Sebastien è un calciatore professionista.

## Carriera
Ha giocato nella massima serie delle Fær Øer. Inoltre, conta 3 presenze nella fase a gironi della CONCACAF Champions League con i Puerto Rico Islanders.

## Statistiche

### Presenze e reti nei club
Statistiche aggiornate al 10 gennaio 2022.
| Stagione          | Squadra                      | Campionato        | Campionato | Campionato | Coppe nazionali | Coppe nazionali | Coppe nazionali | Coppe continentali | Coppe continentali | Coppe continentali | Altre coppe | Altre coppe | Altre coppe | Totale | Totale |
| Stagione          | Squadra                      | Comp              | Pres       | Reti       | Comp            | Pres            | Reti            | Comp               | Pres               | Reti               | Comp        | Pres        | Reti        | Pres   | Reti   |
| ----------------- | ---------------------------- | ----------------- | ---------- | ---------- | --------------- | --------------- | --------------- | ------------------ | ------------------ | ------------------ | ----------- | ----------- | ----------- | ------ | ------ |
| 2012              | P.R. Islanders               | NASL              | 6          | 0          |                 | -               | -               | CCL                | 3                  | 0                  |             | -           | -           | 9      | 0      |
| 2015              | Suðuroy                      | FD                | 24         | 1          | CF              | 1               | 0               |                    | -                  | -                  |             | -           | -           | 25     | 1      |
| 2016              | Colorado Springs Switchbacks | USL               | 28+1       | 0          | USOC            | 2               | 0               |                    | -                  | -                  |             | -           | -           | 31     | 0      |
| 2017              | North Carolina               | NASL              | 28+1       | 2+0        | USOC            | 3               | 0               |                    | -                  | -                  |             | -           | -           | 32     | 2      |
| 2018              | OKC Energy                   | USL               | 28         | 2          | USOC            | 0               | 0               |                    | -                  | -                  |             | -           | -           | 28     | 2      |
| 2019              | OKC Energy                   | USLC              | 30         | 1          | USOC            | 3               | 0               |                    | -                  | -                  |             | -           | -           | 33     | 1      |
| 2020              | OKC Energy                   | USLC              | 14         | 0          |                 | -               | -               |                    | -                  | -                  |             | -           | -           | 14     | 0      |
| Totale OKC Energy | Totale OKC Energy            | Totale OKC Energy | 72         | 3          |                 | 3               | 0               |                    | -                  | -                  |             | -           | -           | 75     | 3      |
| Totale carriera   | Totale carriera              | Totale carriera   | 160        | 6          |                 | 9               | 0               |                    | 3                  | 0                  |             | -           | -           | 172    | 6      |